# Vili Bečaj
Vili Bečaj, slovenski nogometaš, * 8. september 1967.
Bečaj je celotno kariero igral v slovenski ligi za klube Dekani, Koper, Gorica in Izola, od tega najdlje za Gorico, med letoma 1994 in 2000. Skupno je v prvi slovenski ligi odigral 317 prvenstvenih tekem in dosegel 54 golov. 
Za slovensko reprezentanco je odigral dve uradni tekmi, prijateljsko tekmo proti italijanski reprezentanci leta 1995 in kvalifikacijsko tekmo proti reprezentanci Združenih arabskih emiratov leta 1996.